# Pisterzo
Pisterzo è una frazione del comune italiano di Prossedi, nella provincia di Latina, nel Lazio.

## Descrizione
Classico esempio di città medioevale, Pisterzo è un piccolo paese in provincia di Latina situato nella zona montuosa degli Ausoni e sovrastante la vallata dell'Amaseno da cui si ergono i Monti Lepini, a 466 m s.l.m. Conta circa un'ottantina di abitanti ma l'estate si riempie di vacanzieri che amano stare in tranquillità e in luoghi freschi. Visto dall'alto il centro abitato ha una perfetta forma a ferro di cavallo.

## Etimologia del nome
Il significato del nome Pisterzo è piuttosto controverso, dal fascino antico, scritto in alcuni documenti "Bisterzo", in altri "Pistercio" o "Pistezzo", ma nel documento più antico è riportato come "Prius Tertium", che tradotto significa il "Primo dei Tre". Esso dovrebbe intendersi come il primo dei tre castelli fondato nella Vallata dell'Amaseno.

## Storia

### Le origini
I primi cenni storici di Pisterzo risalgono al 1125, come testimonia il "Chronicon Fossae Novae", dove con il nome di Terno o Terzo ne viene ricordata la distruzione ad opera delle truppe papali di Onorio II; in quell'anno ricorre anche per la prima volta il nome di Tertium. Tra il 1028 al 1125 venne a formarsi gradualmente il piccolo agglomerato urbano collocandosi a fianco di Prossedi, definita Castrum nel 1027 e di S. Croce, divenuta successivamente Rocca Secca.
- ANNO 1125 : Prius Tertium, Pisterzo è occupato e bruciato da Papa Onorio II.
- ANNO 1224 : Figura nel Testamento di Giovanni dei Conti di Ceccano.
- ANNO 1377 : Pisterzo è riconosciuto per metà da Gregorio XI quale feudo di Nofrio dei Conti di Ceccano.
- ANNO 1390 : Il feudo è Riunito sotto il dominio di Cecco di Ceccano, per riconoscimento di Bonifazio IX.
- ANNO 1425 : Il feudo passa sotto il dominio della famiglia Conti ed è loro riconosciuto dal Papa Martino V.
- ANNO 1534 : Girolamo Conti, abate di 5. Gregorio, ne vende 3/4 alla famiglia Chigi di Siena.
- ANNO 1544 : I Chigi vendono il feudo a Luca Massimo.
- ANNO 1761 : Camillo e Francesco Massimo sono autorizzati dal Papa Clemente XIII a vendere il feudo di Pisterzo al marchese Angelo Gabrielli.
- ANNO 1762 : Clemente XIII erige a principato il feudo di Pisterzo che ha come ultimi feudatari i Gabrielli.

L'ubicazione dell'allora Terzo era presso la Valle dell'Amaseno, in posizione del tutto diversa dell'attuale e, a testimonianza di ciò, è tuttora presente la “Torre de Pineis”, presso cui si ritiene esistesse Terzo (o Terno). Negli anni a seguire la Valle dell'Amaseno continuò a registrare il passaggio di eserciti imperiali, papali e normanni, rispetto ai quali emerse la presenza dei vassalli dei signori di Ceccano, i quali strinsero alleanze con i vari contendenti del momento. Furono loro a sottomettere diversi centri della zona, tra cui Terzo. Sotto la dinastia dei Ceccano e precisamente di Landolfo figlio di Giovanni, il nome Terzo venne cambiato in Pisterzo e la sua nuova collocazione urbana divenne quella attuale. Ma con il decadimento dei conti di Ceccano, iniziò anche per Pisterzo un periodo buio. Nel 1425, con l'elezione di Papa Martino V, Ildebrandino dei Conti di Valmontone ne divenne nuovo feudatario. Nel 1478 Pisterzo perviene a Federico, abate di San Gregorio dell'Urbe, che nel 1534 lo trasferisce alla famiglia Chigi di Siena, la quale 10 anni dopo, esattamente il 9 aprile del 1544, cede il feudo a Luca Massimo, sotto cui il paese conobbe un periodo di rinascita. Nel 1600, Camillo Massimo, fece costruire in Pisterzo la nuova chiesa di S. Michele Arcangelo. (restaurata nel periodo 1720-1724 e riedificata nel 1924 in seguito ad un incendio avvenuto nel 1921). Il 28 aprile del 1762, Francesco Camillo Massimo vendette il feudo di Pisterzo al marchese Angelo Gabrielli, il quale ottenne nello stesso anno dal Papa Clemente XIII l'erezione del feudo a principato di cui fece parte anche Prossedi e Rocca Secca. Terminata l'epopea feudale, Pisterzo diverrà appodiato da prima a San Lorenzo (Amaseno) e successivamente a Prossedi, sino all'applicazione del regio decreto 5928/1870 e della legge del 18 agosto 1870, in cui cesserà di esistere la figura degli appodiati. A Pisterzo non resta altro che essere assorbito dal comune di Prossedi, di cui diventa frazione. Nel 1925, viene installata l'energia elettrica. Nel 1934, con la creazione della provincia di Littoria (dal 1946 Latina), Pisterzo insieme con Prossedi, entreranno a far parte della 93ª provincia italiana. Nel 1954 venne collegato il piccolo centro con la vallata attraverso la costruzione della strada. Altra importante opera pubblica fu realizzata nel 1964 con l'acquedotto. La posizione collinare, che in precedenza tanto giovò a Pisterzo isolandolo da tutte le guerre della vallata sottostante, in seguito ne bloccò la crescita e lo sviluppo, rivelandosi un handicap pesantissimo. La difficoltà di ricavare aree edificabili, l'impossibilità pressoché assoluta di erodere territorio alla collina da destinare all'agricoltura, la mancanza di collegamenti stradali sufficientemente agibili, contribuì a quell'emigrazione oceanica che raggiunse il culmine negli anni 50-60. In seguito, sempre negli anni '60, l'emigrazione è proseguita verso città italiane come Latina e Roma, conducendo così il paese ad un inevitabile spopolamento

### Seconda guerra mondiale: il bombardamento di Pisterzo (Maggio 1944)
(Così ricordava il fatto Ricci Michele Farelli che lo aveva vissuto)
A seguito del bombardamento, la popolazione che ancora non si era rifugiata in montagna, fu presa dal panico. Fu convinta però a rimanere in loco da un giovane di circa venticinque anni, il quale si affannava a ripetere che era meglio rimanere in paese e che l'episodio non si sarebbe più ripetuto. All'arrivo degli alleati in paese, lo stesso giovane vestito da ufficiale statunitense, salutò gli amici di Pisterzo e se andò con le truppe alleate rivelando la sua identità. Fino a quel momento era stato ospitato come sfollato in una casa all'ingresso del paese, ed invece era membro dei servizi di informazioni dell'esercito alleato inviato alle spalle della linea tedesca di Cassino per controllare e riferire i movimenti dei nemici. Evidentemente, tramite una trasmittente, era in contatto con l'esercito alleato ed è per questo motivo che si era affrettato a dire alla popolazione di Pisterzo che l'errore del bombardamento non si sarebbe ripetuto.

### Emigrazione oceanica
Uno dei momenti più tormentati e dolorosi della comunità di Pisterzo è costituito dal fenomeno dell'emigrazione. La mancanza di lavoro e le cattive condizioni economiche spinsero molte famiglie a lasciare il proprio paese alla ricerca di un futuro migliore e più stabile. La prima emigrazione avvenne tra il 1908 e il 1914. Molti pisterzani, immigrati in Canada e stanziatisi nel nord dell'Ontario, nelle varie località come Sudbury, North Bay, Capreol, Timmins e Thunder Bay, iniziarono a svolgere lavori pesanti, come nelle miniere e nelle ferrovie, ma che permisero loro di vivere e guadagnare abbastanza da poter mantenere le proprie famiglie rimaste in Italia. Una seconda ondata migratoria dei capi famiglia avvenne nel 1948/49 e nel 1956/57 e, a differenza del fenomeno precedente, anche i nuclei familiari furono richiamati in Canada determinando la diminuzione demografica, lo spopolamento del centro abitato e l'abbandono dei terreni. In quegli anni, una delle principali destinazioni degli emigrati, fu la città di Toronto (tuttora vi è la più grande comunità italiana presente in Canada). I pisterzani si stabilirono maggiormente nelle zone della Contea di Dufferin, St. Clair, Jane-Sheppard e Woodbridge. Trovarono nuove occupazioni e progredirono sempre di più, lavorando nell'edilizia, nel commercio, altri operarono nell'industria, raggiungendo così una buona condizione di vita e ritagliandosi un piccolo spazio all'interno del panorama Canadese, contribuendo al miglioramento economico dello stesso. I giovani pisterzani sono brillantemente inseriti nella società canadese, frequentano università e tra loro annoverano anche degli ottimi professionisti. Al fine di preservare le tradizioni e la cultura pisterzana, nel 1980, a Toronto, fu fondato il “The Pisterzo Social and Cultural Club”. In italia, nel frattempo, lo spazio vuoto lasciato dai Pisterzani immigrati in Canada, fu colmato da nuove famiglie limitrofe al paese, le quali acquistanoro case e terreni degli emigrati. Molte di queste abitazioni, divennero, in seguito, una seconda casa di gente proveniente da Latina, da Priverno e da Roma. In Agosto ha luogo il Toronto Party, dedicato al ritorno nella terra natale dei cittadini pisterzani emigrati in Canada.

## Monumenti e luoghi d'interesse

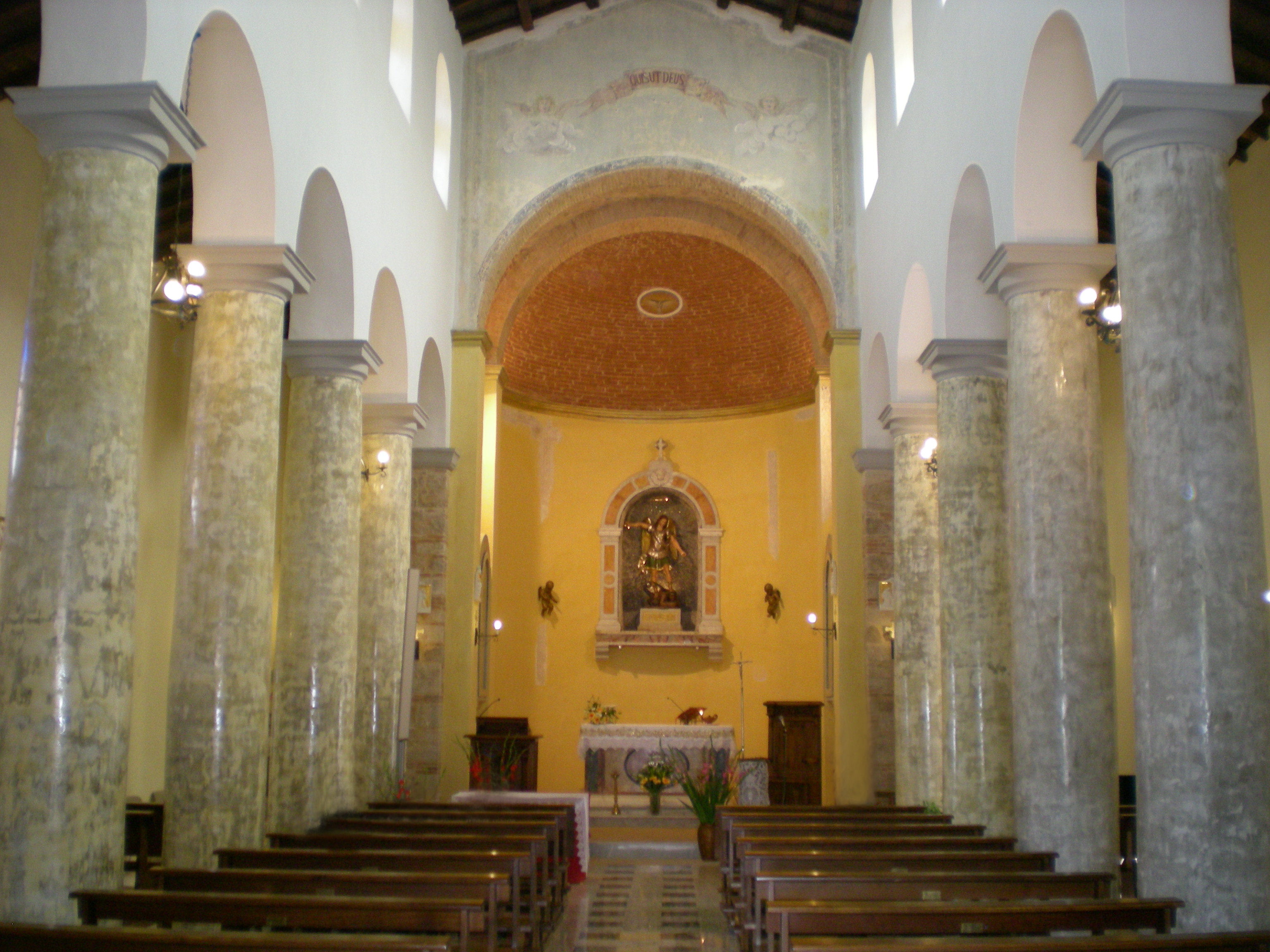
Interno della chiesa "San Michele Arcangelo"

- Chiesa San Michele Arcangelo: è stata interamente ricostruita nel 1924, vicino alla vecchia struttura distrutta durante un incendio nell'anno 1921. Essa presenta un pròtiro e un piccolo campanile con copertura a capanna composita; il suo interno è a tre navate divise da 12 colonne. Il soffitto, a capriate, presenta modeste decorazioni.
- Palazzo Gabrielli: edificio di epoca medievale, si trova vicino alla chiesa e per la sua forma quadrata e per i contrafforti che irrobustiscono la struttura viene chiamato il castello.
- Palazzo del Capitano: di origine medievale, ospitava la civica amministrazione. Piuttosto modesto nella struttura, è stato completamente ristrutturato.[7]
- Monumento ai Caduti: nella piazza antistante alla Chiesa San Michele Arcangelo si trova un monumento ai Caduti della I e II Guerra Mondiale. Tale monumento è sormontato da un'aquila dalle ali aperte.
- Statua di Padre Pio: sempre in prossimità della Chiesa San Michele Arcangelo è presente una statua di Padre Pio donata dalla Società Amica Pisterzana Toronto-Canada nell'anno 2001.

### Tradizioni e folclore
La festa patronale di San Michele Arcangelo viene celebrata la terza settimana di agosto, caratterizzata da una processione e all’insegna delle tradizioni culturali, religiose e culinarie.

## Cultura

### Musica
Complesso Bandistico "San Michele Arcangelo"
Nel 1912 nacque in Pisterzo la Scuola Musicale ad opera del Maestro Paterniano Licati. Il 6 giugno del 1913 venne inaugurata ufficialmente la "Società Bandistica San Michele Arcangelo".

## Economia

### Agricoltura e pastorizia
Agricoltura e pastorizia hanno rappresentato le attività economiche principali del paese fino all'ultimo dopoguerra. 

## Infrastrutture e trasporti

### Strade
Il 24 novembre del 1954, dopo due anni di lavori, venne inaugurata, dagli allora Ministri Andreotti e Campilli, la nuova strada che collega il centro abitato di Pisterzo con le cittadine limitrofe e in direzione di Latina e Frosinone, sostituendo la vecchia strada mulattiera. L'opera pubblica costò 180 milioni di lire. La tarda realizzazione della rete di trasporto fu una delle cause che spinse i pisterzani ad emigrare per la mancanza di collegamento e che non diede loro la possibilità di sfruttare i nuovi posti di lavoro che vennero a crearsi nell'immediato dopoguerra a seguito del boom economico.

## Sport
Dal 2001 al 2012 si è svolta una gara podistica su strada denominata "Trofeo le 7 Minestre" (la manifestazione prendeva il nome dalla tradizionale sagra), organizzata dall'Associazione Pro Loco Prossedi-Pisterzo e dall'ASD Atletica Latina, con il Patrocinio del Comune di Prossedi e con la collaborazione della UISP.